# Dům kultury (Kumanovo)
Dům kultury, celým názvem Dům kultury Trajka Prokopjeva se nachází ve městě Kumanovo v Severní Makedonii. Polyfunkční budova je umístěna na jižním okraji Městského náměstí (makedonsky Градски плоштад), poblíž výškové obytné budovy a kostela svaté Trojice.

## Historie
Stavba je pojmenována podle místního hudebního skladatele Trajka Prokopjeva, dříve nesla název Josipa Broze Tita.[zdroj?]
Budova byla postavena v závěru 70. let 20. století a slavnostně otevřena roku 1980. Celkem ji tvoří různé sály a další prostory s úhrnnou plochou 3766 m2 Slouží do značné míry jako divadlo, konají se zde ale i koncerty, umělecké výstavby, působí zde místní muzeum, konají se zde literární večery a filmová představení. Pořádán je zde divadelní festival Dny komedie.
Samotná stavba nese rukopis brutalistní architektury své doby. Palác je nápadně rozčleněn na různé strany a zabírá plochu čtyřúhelníků o rozměrech 75x75 m. Na svoji dobu pokroková stavba však začala postupem času chátrat. Léta bylo např. nefunkční místní vytápění.